# رحمان‌قلی خلعتبری
رحمانقلی خلعتبری از سیاستمداران ایرانی بود، که در دوره‌
 چهاردهم  بعنوان نماینده بابل  در مجلس شورای ملی حضور داشت.